# Группа по защите от подделок при Европейском центральном банке
Группа по защите от подделок при Европейском центральном банке (англ. Central Bank Counterfeit Deterrence Group, CBCDG) — рабочая группа 31 центрального банка (не только еврозоны) и ведущих производителей банкнот для исследования угроз, проистекающих от преодоления защитных элементов банкнот.
С середины 1990-х годов к профессионалам-фальшивомонетчкам присоединились толпы «любителей» (casual counterfeiters), доля «продукции» которых со временем лишь возрастает, как и её качество. Это явление было связано с тем, что технология достигла того уровня, когда копировальная техника и персональные компьютеры с программными и аппаратными средствами обработки графической информации стали доступны практически любому желающему.
Одной из мер, которую предприняла CBCDG для предотвращения такого способа воспроизведения банкнот, было введение в их изображения специальных графических меток (колец Омрона).
CBCDG проводит ежегодные встречи в рамках Банка международных расчётов (БМР) в Базеле, где базируется его секретариат.
Поскольку законодательство относительно воспроизведения изображений банкнот сильно отличается от страны к стране, на своём веб-сайте CBCDG представляет информацию о правилах воспроизведения изображений банкнот и ссылки на веб-сайты отдельных стран, содержащие более подробные сведения об этом.
В 2004 году CBCDG объявила о создании системы CDS (Counterfeit Deterrence System — системы препятствования подделкам), которая представляла собой программно-аппаратный комплекс определения банкнот.

## Система препятствования подделкам
Эффект системы CDS проявляется в том, что некоторые популярные графические пакеты блокируют работу с изображениями, если они являются немасштабированной копией денежной купюры. Предполагалось, что в механизм опознания банкноты включены и используемые конфигурации колец Омрона (в частности, созвездия Евриона). Однако, это не так, например, на современные китайские юани, египетские фунты и некоторые другие банкноты, на которых такие конфигурации колец в виде неправильных пятиугольников присутствуют (см. таблицу в статье Кольца Омрона), эти программы не реагируют.
По заявлению CBCDG в популярные графические пакеты Adobe Photoshop фирмы Adobe Systems и Paint Shop Pro фирмы Corel (до 2004 г. фирмы Jasc), Ulead PhotoImpact и, возможно, некоторые другие включена эта система, но их разработчики (графических пакетов) не информированы о технических деталях алгоритма CDS, то есть они используют его цифровой код как «чёрный ящик». При этом такое включение носит добровольный характер.
При опознании изображения как банкноты, работа программы над этим изображением блокируется, выдаётся сообщение о запрете работы с изображением банкноты, и пользователь отсылается на сайт CBCDG www.rulesforuse.org, где излагаются правовые нормы использования изображений банкнот. Интересно, что в версии Adobe Photoshop CS блокируется даже загрузка изображения, в версии же, начиная с Adobe Photoshop CS2, запрет смягчён: изображение можно загрузить, но нельзя распечатать.
Эта система основывается на технологии «цифровых водяных знаков», разработанной американской компанией Digimarc. Целью такой системы по заявлению CBCDG является «препятствование копированию и воспроизведению изображений защищённых банкнот с помощью компьютеров и средств цифровой обработки графики». Система не позволяет персональным компьютерам и электронному копировальному оборудованию записывать и воспроизводить изображения защищённых банкнот. Однако система CDS не в состоянии отслеживать индивидуальных пользователей персональных компьютеров или электронного копировального оборудования.
Разумеется, разработчики этих систем защиты банкнот не могли рассчитывать на снижение количества профессиональных подделок. Ни внедрение защит с помощью колец Омрона, ни цифровых водяных знаков не могло повлиять на методы работы профессиональных фальшивомонетчиков. Эти меры были направлены в первую очередь на то, чтобы погасить первый порыв получения копий банкнот кажущимися лёгкими и соблазнительными способами с помощью копировальной или цифровой техники. Нет сомнения в том, что против настойчивых «производителей» такие меры неэффективны. Кроме того, меры системы CDS, ограничивающие работу с изображением банкноты, довольно легко обходятся опытными пользователями, и в Сети можно найти несколько рецептов того, как это делается. Кроме того, в Сети приводятся некоторые результаты анализа работы программного кода системы CDS.
Представители Adobe Systems заявляют, что большинство пользователей их программного продукта вообще даже не подозревает о наличии этой системы, а для остальных она не может причинить никаких неудобств. Однако анализ каждого загружаемого в программу изображения и опознания банкноты в случае её наличия потребляет определённые ресурсы, как системные, так и программные. Представители других фирм с установленной системой CDS вообще отказываются от каких-либо комментариев.
До сих пор включение системы CDS в программные продукты фирм-производителей носило добровольный характер, но Евросоюз намерен внести поправки в законодательство с целью обязать производителей включать систему CDS в сканеры, принтеры и компьютерные системы, продаваемые в Европе.
До настоящего времени никакого закона или опубликованного соглашения между банками, правительствами или производителями программных продуктов относительно таких средств защиты в открытой печати нет. Несмотря на заверения представителей CBCDG в том, что CDS система не в состоянии отслеживать индивидуальных пользователей персональных компьютеров или электронного копировального оборудования, некоторые защитники права на приватность усматривают за этими ограничительными мерами тень «Большого Брата».
Эти опасения тем более оправданы, что при использовании принтерной стеганографии на многих цветных лазерных принтерах при желании легко идентифицировать устройство, на котором данный документ отпечатан, а также время, когда это было сделано.